# Erwin Biswanger
Erwin Paul Biswanger (* 26. November 1896 in Berlin; † 28. Oktober 1944 ebenda) war ein deutscher Schauspieler und Drehbuchautor.

## Leben und Wirken
Über Biswangers Karriere ist nur wenig bekannt. Der Sohn des Sattlers und Tapezierers Carl Biswanger und seiner Ehefrau Marie, geb. Wilke, besuchte bis 1918 die Schule, will anschließend im Krieg noch gedient haben, wurde aber bereits 1918 von Richard Eichberg zum Film geholt. Bis 1926 stand der blonde Schauspieler mit dem markanten Mittelscheitel in einer Reihe von zumeist minder wichtigen Produktionen vor der Kamera, lediglich sein Giselher in Fritz Langs legendärem Nibelungen-Film und sein Arbeiter Nr. 11811, Georgy, in Metropolis desselben Regisseurs stechen heraus. Nebenbei stand Biswanger seit seiner Verpflichtung an das Berliner Lessing-Theater (Spielzeit 1920/21) auch auf der Bühne und war obendrein nach eigener Aussage zu Beginn der Weimarer Republik Student.
1926 bricht seine Filmkarriere schlagartig ab, und obwohl er in den Bühnenjahrbüchern bis in die 30er-Jahre noch im Register geführt wird, ist kein Festengagement Biswangers an einem Theater mehr festzustellen. Stattdessen widmete er sich rund um die Frühphase des Zweiten Weltkriegs dem Schreiben von Drehbüchern. Dabei kooperierte er vor allem in den frühen 40er-Jahren mehrfach mit anderen Autoren wie etwa dem Österreicher Alexander Lix. Zuletzt wirkte er an Harry Piels Panik-Film mit. Er verstarb 1944 in der Heil- und Pflegestätte in Berlin-Buch.

## Filmografie (Auswahl)
Als Schauspieler
- 1918: Der Narr hat sie geküßt
- 1919: Morphium
- 1919: Die Hoffnung auf Segen
- 1920: Dieb und Weib
- 1920: Uriel Acosta
- 1920: Wildes Blut
- 1921: Der Mann ohne Nerven
- 1921: Unter Räubern und Bestien
- 1922/24: Die Nibelungen (2 Teile)
- 1923: Erdgeist
- 1923: Der Menschenfeind
- 1924: Die Fahrt ins Verderben
- 1926: In Treue stark
- 1927: Metropolis

Als Drehbuchautor
- 1939: In letzter Minute
- 1940: Tip auf Amalia
- 1940/53: Gesprengte Gitter
- 1943: Die große Nummer